# On the Turning Away
"On the Turning Away" é uma canção da banda britânica de rock Pink Floyd, do álbum A Momentary Lapse of Reason, lançado em 1987. A música foi escrita pelo vocalista e guitarrista David Gilmour em parceria com Anthony Moore.
A canção foi executada regularmente nos shows da banda ocorridos entre 1988 e 1989, sendo tocada, ocasionalmente, durante a turnê de The Division Bell. Mais tarde, David Gilmour a trouxe para os shows de sua carreira solo. Versões ao vivo podem ser encontradas nos discos Delicate Sound of Thunder (1988) e Live in Gdańsk (2008).
Foi o penúltimo single lançado do disco, e alcançou a primeira posição na Mainstream Rock Tracks.

## Estilo musical e letras
A canção tem sido frequentemente descrita como uma canção de protesto e é uma das faixas mais políticas que o Pink Floyd lançou após a saída de Roger Waters. O conceito principal veio de Anthony Moore, mas David Gilmour afirmou que reescreveu os últimos versos de "On the Turning Away" e "Learning to Fly". Musicalmente, é considerada uma power ballad. O baixista Guy Pratt disse sobre a sua estrutura musical (referindo-se ao fato de ter guiado Phil Manzanera e Steve DiStanislao durante uma atuação completamente não planejada da canção em 2006): "A canção tem apenas cinco acordes, mas eles não aparecem necessariamente onde se pensa que vão aparecer". Por outro lado, também tem sido conhecida por ser uma das canções ritmicamente mais complexas dos Pink Floyd, alternando constantemente entre vários compassos.

## Lançamento
Lançada como o segundo single do álbum, alcançou o primeiro lugar na parada Billboard Album Rock Tracks no início de 1988. No Reino Unido, a canção alcançou o 55º lugar na parada de singles do país.
A canção chegou a 47ª posição na Holanda, e 34ª colocação na Nova Zelândia.
A Cash Box, referindo-se à saída de Waters e ao fato de Gilmour ter assumido as funções de compositor, disse que a canção "está repleta de imagens apocalípticas e de bases de rock rude que os fãs dos Floyd anseiam".

## Ficha técnica
- Nick Mason - bateria e percussão
- David Gilmour - vocal, guitarra

Músicos convidados
- Richard Wright - teclado, órgão hammond, vocal de apoio
- Jon Carin - teclado
- Bob Ezrin - produção musical
- Jim Keltner - bateria
- Tony Levin - baixo